# ノートルダム・デュ・サブロン教会

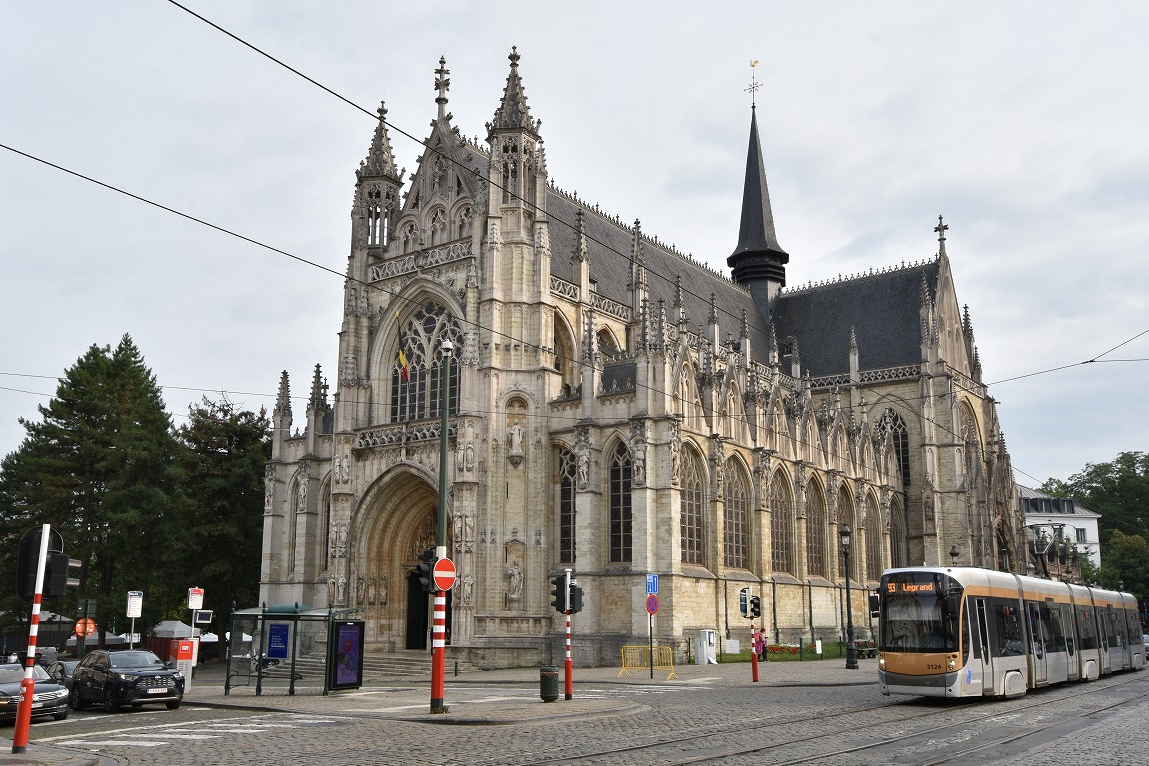
ノートルダム・デュ・サブロン教会

ノートルダム・デュ・サブロン教会（Eglise Notre-Dame du Sablon）は、ベルギーの首都ブリュッセルのサブロン地区にあるカトリック教会。
教会は、レジャンス通り (Rue de la Régence）沿い、プチ サブロン広場 (Square of Petit Sablon) の向かいに位置する。この場所には、トラムのプチ サブロン駅 (92番線と93番線) がある。

## 概要
教会の起源は、13世紀初頭に遡る。当時、ブラバント公アンリ1世は、射手組合をギルドとして認め、サブロン (城壁外の砂地) の区画を練習場として使用する権利などの特権を与えた。それからほぼ1世紀後の1304年、聖ヨハネ病院の兄弟姉妹のギルド（Hôpital Saint-Jean）は、サブロンに隣接する土地を射手組合ギルドに譲渡し、そこに小さな礼拝堂が建てられた。
伝説によると1348年、アントワープのベアトリス・スートケンズという敬虔な女性が、天使のお告げに従い、聖母マリア像を船でブリュッセルに運んだ。聖母マリア像は射手組合ギルドの礼拝堂に捧げられ、ギルドは、巡礼者の多さを考慮して教会を建てると約束し、これが現在のノートルダム・デュ・サブロン教会になった。
マリア像は、射手組合ギルドの守護聖人として崇拝されるようになり、16世紀以降、ベアトリス・スートケンズがノートルダム・デュ・サブロン教会の周りを行列したことを起源にした「オメガング」という祭典が催されるようになった。

## ギャラリー

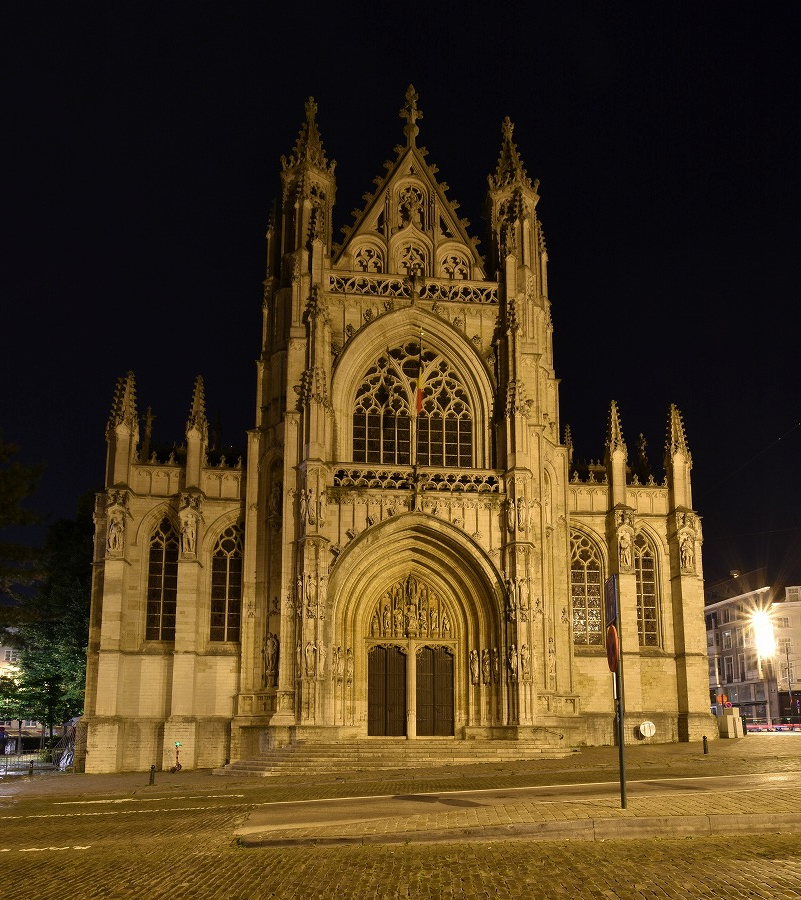
ファサード（夜景）
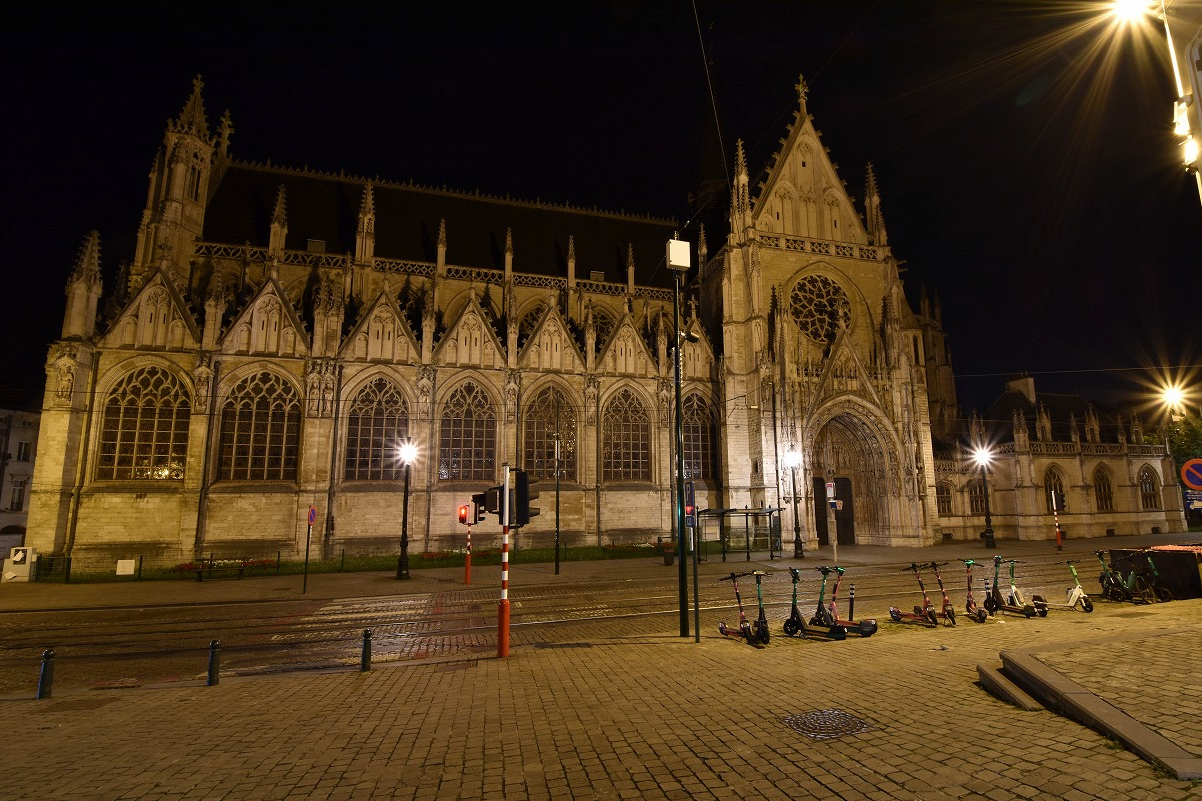
夜景
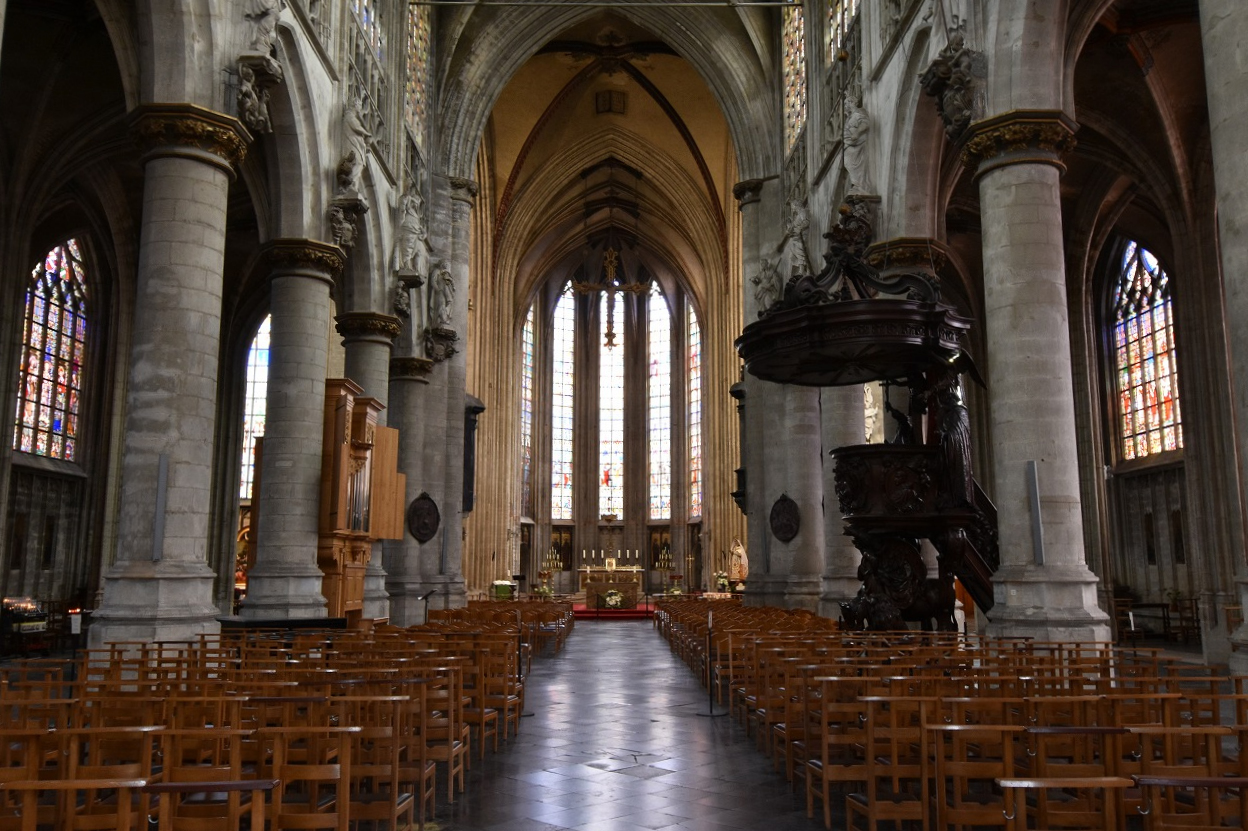
教会内部
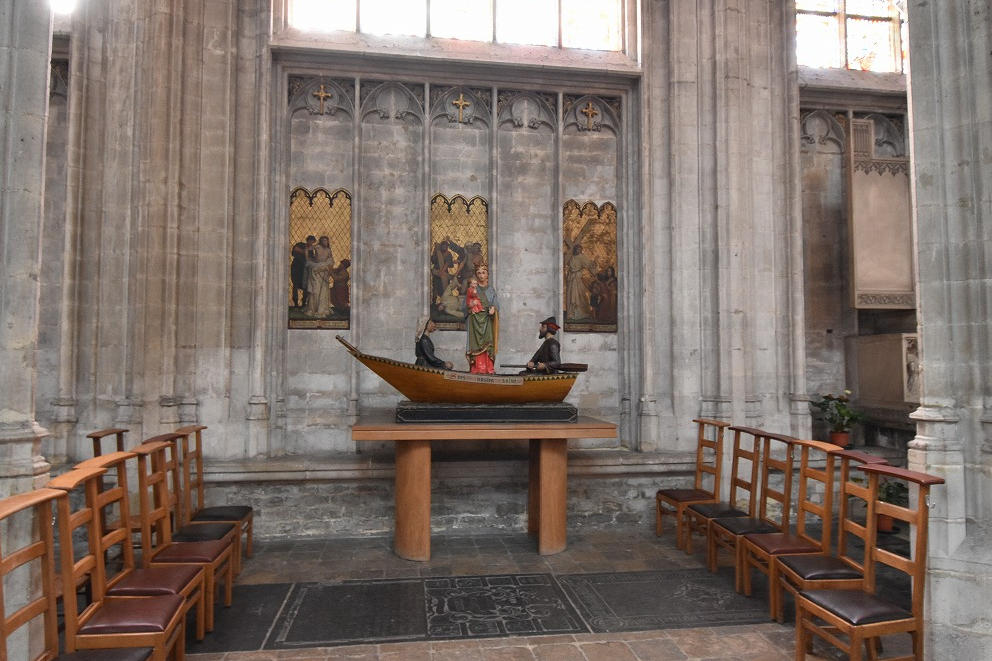
ベアトリス・スートケンズの像
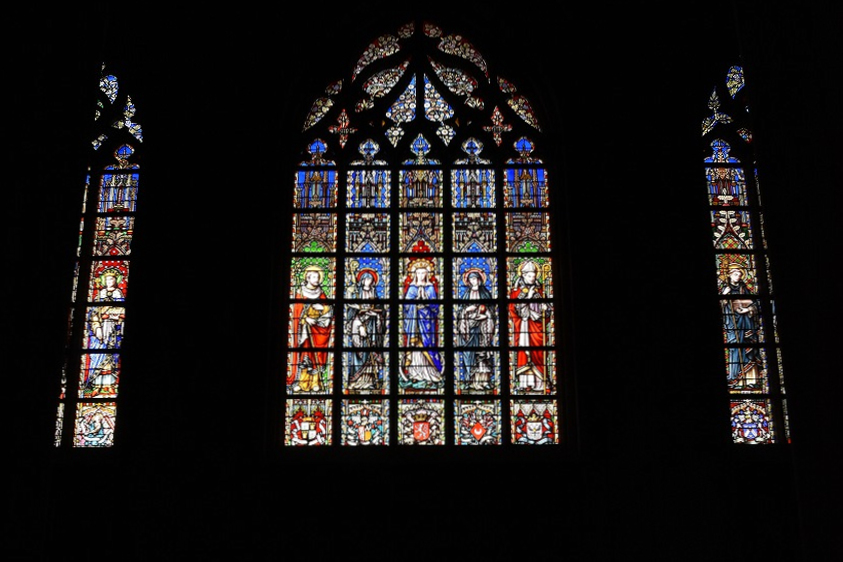
ステンドグラスの美しさで有名